# Lou (zangeres)
Marie-Luise Hoffner, beter bekend als Lou (Waghäusel, 27 oktober 1963), is een Duitse popzangeres en songfestivaldeelneemster. Ze was de zesde uit het gezin en onmiddellijk omgeven door haar eerste fans, haar oudere broers en zusters. Hoffner toerde 15 jaar lang met haar band door Duitsland zowel als daarbuiten en won in 2003 de Duitse finale voor het Eurovisiesongfestival.
Lou werd in de nationale finales van 2001 met een mid-tempo rocknummer derde. Vlak voor Kerstmis 2002 vroeg componist Ralph Siegel haar of ze geïnteresseerd was om nog een keer mee te doen, met een liedje dat hij geschreven had samen met tekstschrijver Bernd Meinunger. Nadat ze Let's Get Happy gehoord had was Lou enthousiast: "Dit is precies mijn soort liedje - en daarbij, het is ook nog eens mijn levensmotto...!" Op 7 maart 2003 won ze de nationale finale en ging naar het songfestival van 2003 in het Letse Riga. Daar werd ze elfde.
1956: Freddy Quinn + Walter Andreas Schwarz · 
1957: Margot Hielscher · 
1958: Margot Hielscher · 
1959: Alice & Ellen Kessler · 
1960: Wyn Hoop · 
1961: Lale Andersen · 
1962: Conny Froboess · 
1963: Heidi Brühl · 
1964: Nora Nova · 
1965: Ulla Wiesner · 
1966: Margot Eskens · 
1967: Inge Brück · 
1968: Wenche Myhre · 
1969: Siw Malmkvist · 
1970: Katja Ebstein · 
1971: Katja Ebstein · 
1972: Mary Roos · 
1973: Gitte · 
1974: Cindy & Bert · 
1975: Joy Fleming · 
1976: Les Humphries Singers · 
1977: Silver Convention · 
1978: Ireen Sheer · 
1979: Dschinghis Khan · 
1980: Katja Ebstein · 
1981: Lena Valaitis · 
1982: Nicole · 
1983: Hoffmann & Hoffmann · 
1984: Mary Roos · 
1985: Wind · 
1986: Ingrid Peters · 
1987: Wind · 
1988: Maxi & Chris Garden · 
1989: Nino de Angelo · 
1990: Chris Kempers & Daniel Kovac · 
1991: Atlantis 2000 · 
1992: Wind · 
1993: Münchener Freiheit · 
1994: Mekado · 
1995: Stone & Stone · 
1997: Bianca Shomburg · 
1998: Guildo Horn & Die Orthopädischen Strümpfe · 
1999: Sürpriz · 
2000: Stefan Raab · 
2001: Michelle · 
2002: Corinna May · 
2003: Lou · 
2004: Max · 
2005: Gracia · 
2006: Texas Lightning · 
2007: Roger Cicero · 
2008: No Angels · 
2009: Alex Swings Oscar Sings · 
2010: Lena Meyer-Landrut · 
2011: Lena Meyer-Landrut · 
2012: Roman Lob · 
2013: Cascada · 
2014: Elaiza · 
2015: Ann Sophie · 
2016: Jamie-Lee Kriewitz · 
2017: Levina · 
2018: Michael Schulte · 
2019: S!sters · 
2021: Jendrik Sigwart · 
2022: Malik Harris · 
2023: Lord of the Lost · 
2024: Isaak · 
2025: Abor & Tynna
- Gemeinsame Normdatei: 134593901
- International Standard Name Identifier: 0000 0000 5684 1694
- MusicBrainz: e74ffd20-8b20-4d9e-81af-e8ee146aea51
- Virtual International Authority File: 79686919
- WorldCat: E39PBJyhj4hBjFWT7dKcRmYMfq